# Joseph Kopsky
Joseph George "Joe" Kopsky (2 de novembro de 1882 — 30 de janeiro de 1974) foi um ciclista olímpico estadunidense. Kopsky representou sua nação em dois eventos nos Jogos Olímpicos de Verão de 1912. Em 2001, ele foi introduzido na United States Bicycling Hall of Fame.